# Sarcotrochila convexa
Sarcotrochila convexa är en svampart som först beskrevs av Dearn., och fick sitt nu gällande namn av J.K. Stone & Gernandt 2005. Sarcotrochila convexa ingår i släktet Sarcotrochila och familjen Hemiphacidiaceae.   Inga underarter finns listade i Catalogue of Life.